# Sòl (construcció)

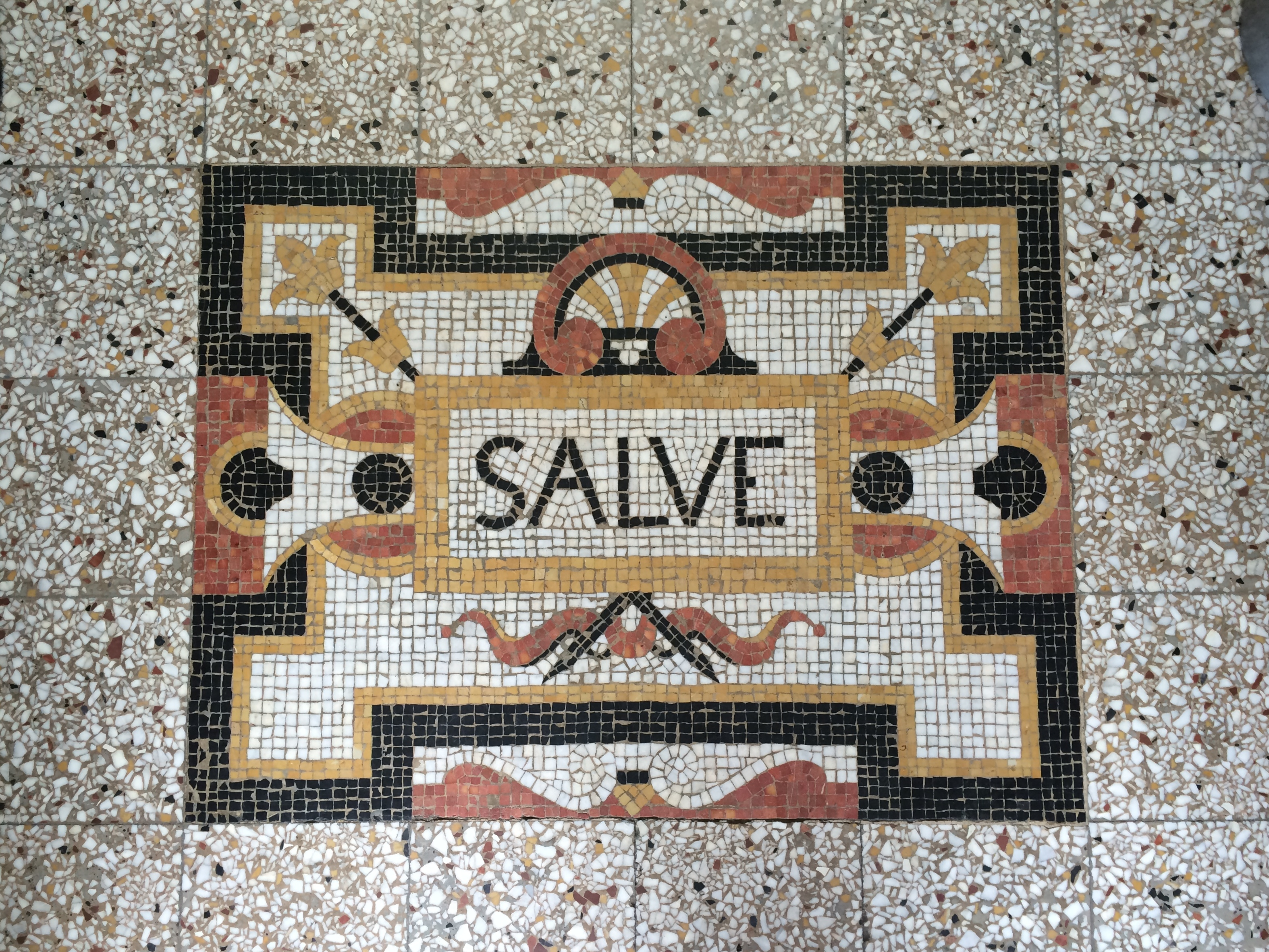
Els sòls es poden fer de vidre, mosaic o altres expressions artístiques, com aquest mosaic del Museu Rietberg de Zúric.

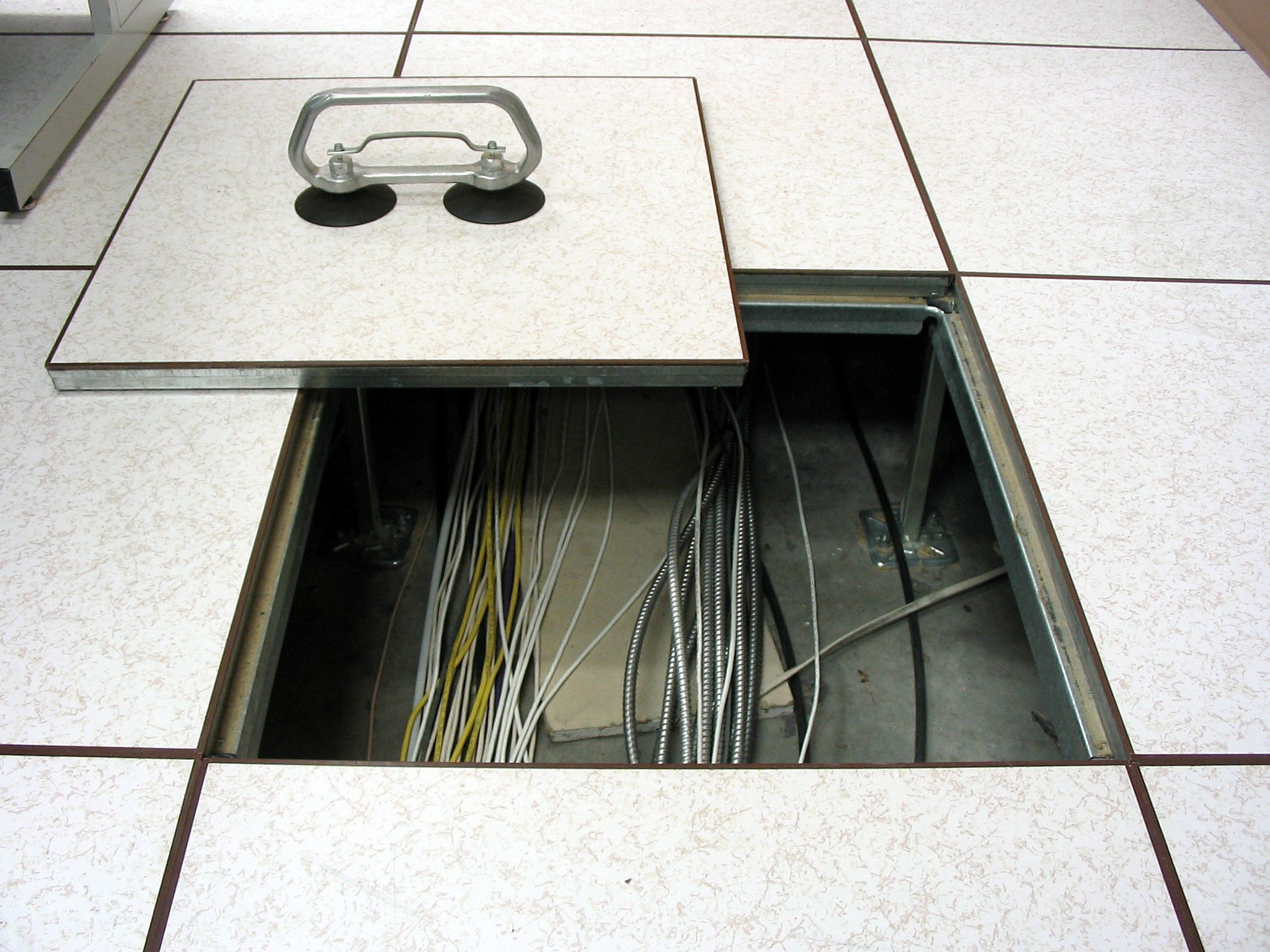
Sòl elevat amb pas d'instal·lacions

El sòl és la superfície inferior d'una habitació o d'un vehicle. Els sòls varien des de la pols o terra que pot haver-hi a una cova fins a superfícies de moltes capes fetes amb tecnologia moderna. Els sòls poden ser de pedra, fusta, bambú, metall o qualsevol altre material que pugui suportar la càrrega esperada.
Els sòls solen consistir en un subsòl per a suport i un revestiment de sòl utilitzat per donar una bona superfície de caminada. En els edificis moderns, el subsòl sovint té cablejat elèctric, fontaneria, aïllant tèrmic i altres serveis integrats com aire condicionat o sòl radiant. Com que els pisos han de satisfer moltes necessitats, algunes d'elles essencials per a la seguretat, els pisos es construeixen amb estrictes codis de construcció en algunes regions.

## Visió general
Les cases solen tenir només un o dos pisos, encara que també hi ha cases de tres i quatre pisos. Els edificis sovint es classifiquen com de poca altura, mitjana altura i gran altura segons la quantitat de nivells que contenen, però aquestes categories no estan ben definides. Una casa de dos pisos o extensió s'anomena dúplex. El gratacel més alt del món, Burj Khalifa, té 163Plantilla:Esdplantes.
L'alçada de cada pis es basa en l'alçada del sostre de les cambres més el gruix del pis entre cada panell. Generalment això és al voltant de 4,3Plantilla:Esdm en total; no obstant això, varia àmpliament des de just per sota d'aquesta xifra fins molt per sobre. Els pisos dins d'un edifici no necessiten tenir la mateixa altura; sovint, el vestíbul és més alt, per exemple. Una revisió d'edificis alts suggereix que les torres residencials poden tenir una alçada de pis de 3,1Plantilla:Esdm per a apartaments, mentre que un edifici comercial pot tenir una alçada de pis de 3,9Plantilla:Esdm per als pisos llogats als llogaters. En aquests edificis alts (60 o més pisos), hi pot haver pisos de servei de més altura.
A més, els nivells més alts poden tenir menys àrea de pis que els que estan sota aquests (per exemple, la Torre Sears).
En català, el pis principal o planta principal d'una casa és el pis que conté els principals apartaments; sol ser la planta baixa o el pis de dalt. A Itàlia, el pis principal d'una casa sol estar per sobre del nivell del terra i es pot anomenar piano nobile («pis noble»).
Les golfes o loft són un pis just a sota del sostre de l'edifici; el sostre és sovint inclinat i/o a una alçada diferent de la d'altres pisos. Un àtic és un apartament de luxe a l'últim pis d'un edifici. Un soterrani és un pis sota la planta baixa o principal; el primer (o únic) soterrani d'una casa també s'anomena planta baixa. Les paraules pis i planta normalment exclouen els nivells de l'edifici que no estan coberts per un sostre, com la terrassa a les teulades de molts edificis. No obstant això, un sostre pla en un edifici «s'explica com un pis en altres idiomes, per exemple dakvloer en neerlandès, literalment «pis del sostre», simplement va explicar un nivell cap amunt des del número de pis que cobreix.
Els edificis de nivell partit tenen pisos que es compensen entre si per menys de l'alçada d'un pis complet. Una entreplanta, en particular, és típicament un pis a mig camí.

## Revestiment de sòl
El revestiment del sòl és un terme per descriure genèricament qualsevol material aplicat sobre una estructura del sòl per proporcionar una superfície de caminar. El sòl és el terme general per a un revestiment permanent o temporal d'un sòl, o per al treball d'instal·lació d'aquest revestiment del sòl.
Els materials gairebé sempre classificats com a revestiments de sòls inclouen catifes, catifes i terres resistents com el linòleum o el vinil. Els materials comunament anomenats sòls inclouen terres de fusta, fusta laminada, rajoles ceràmiques, pedra, terratzo i diversos recobriments de sòls químics sense costures.
L'elecció del material per al revestiment del sòl es veu afectada per factors com ara el cost, la resistència, l'aïllament acústic, la comoditat i l'esforç de neteja i, de vegades, la preocupació pels al·lèrgens. Alguns tipus de sòls no s'han d'instal·lar per sota del nivell (per sota del nivell del terra), i s'ha d'evitar el laminat o la fusta dura on hi pugui haver humitat o condensació.

## Estructures especials del sòl

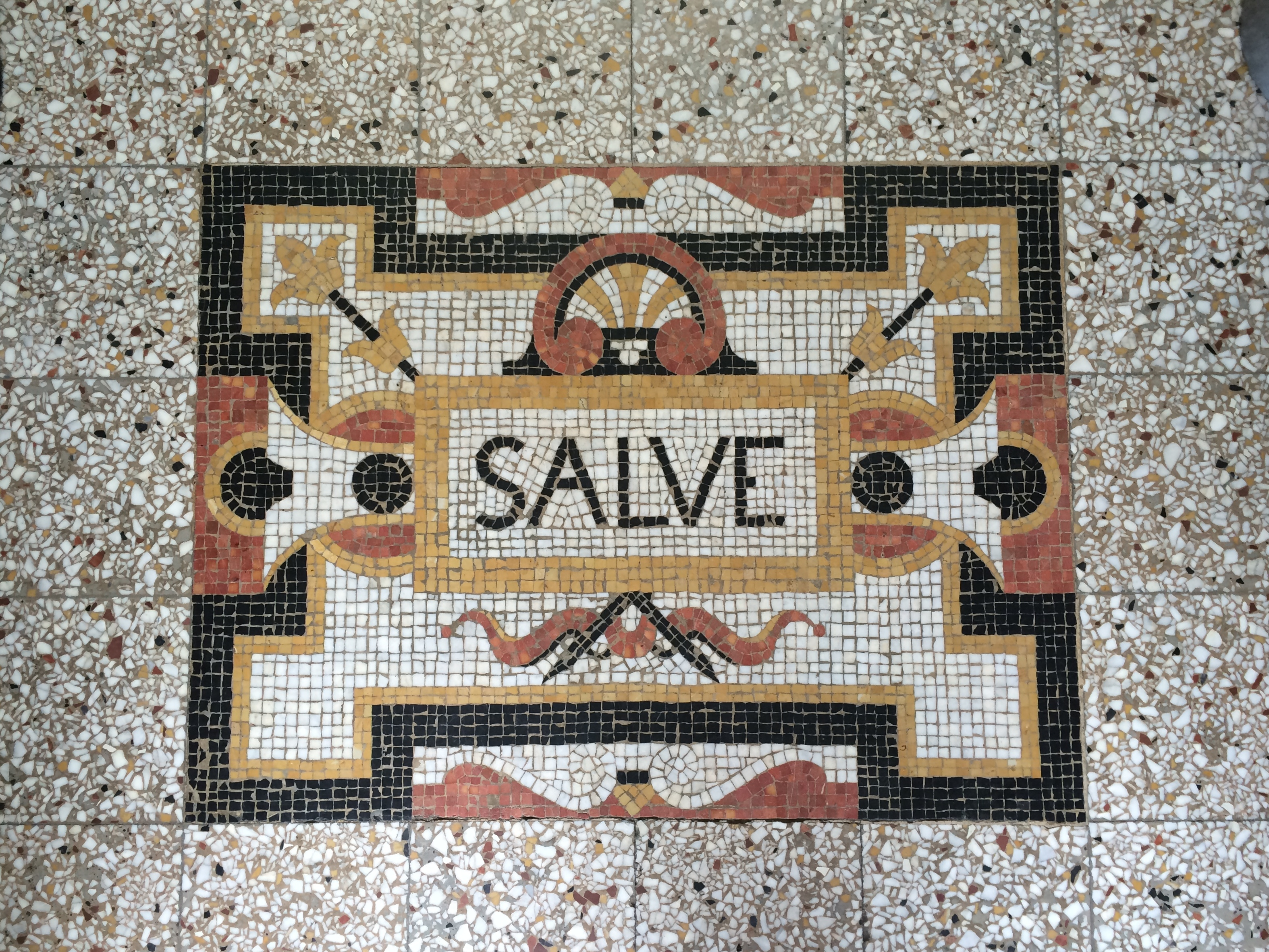
Els sòls poden incorporar vidre, mosaic o altres expressions artístiques, com aquest petit mosaic del Museu Rietberg (Zuric, Suïssa)

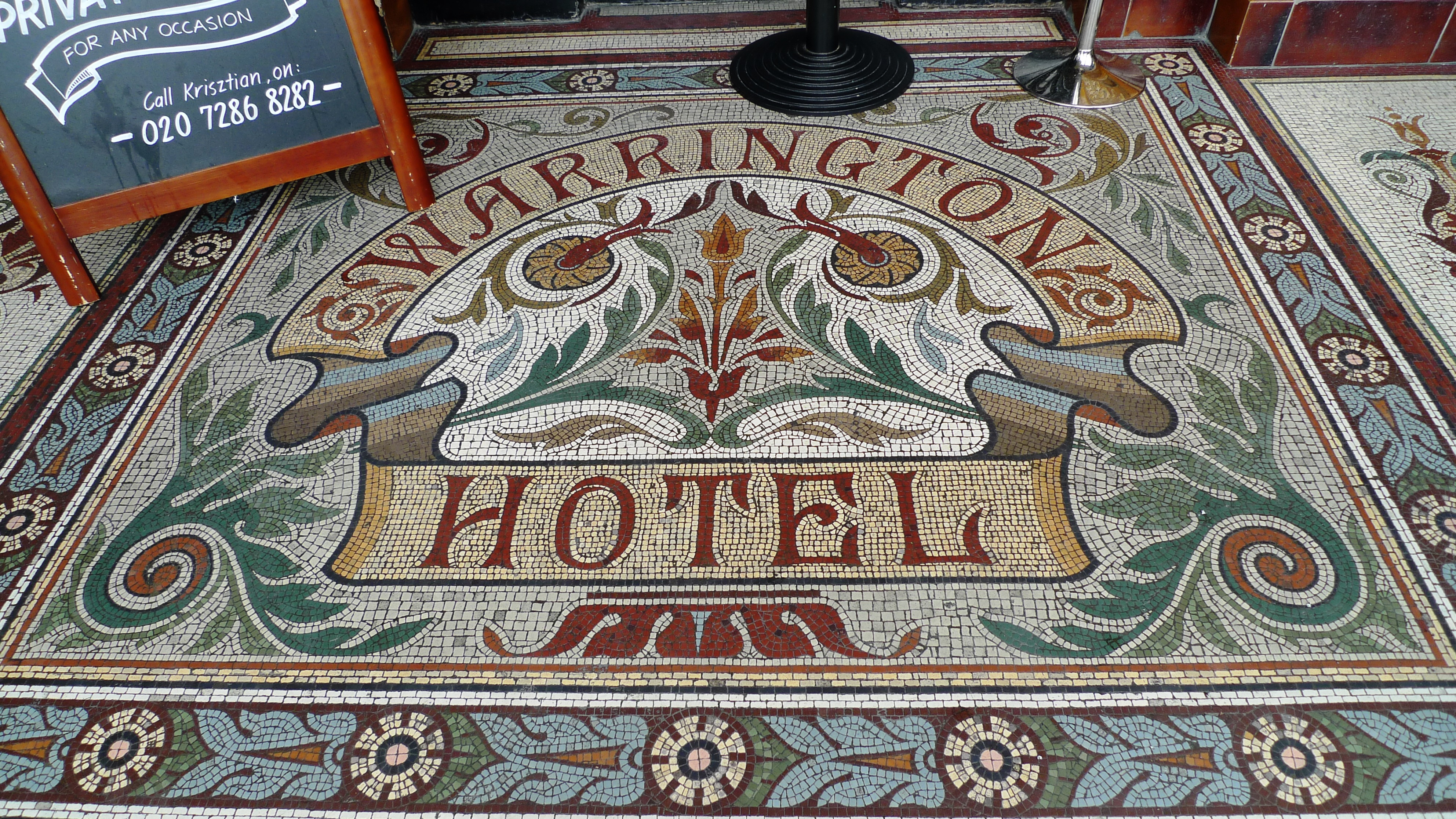
Mosaic d'Art Nouveau a una entrada al Regne Unit

Quan una estructura de sòl especial com un sòl flotant es col·loca sobre un altre pis, tots dos es poden anomenar subsòls.
Les estructures de sòl especials s'utilitzen per a diversos propòsits:
- Balcó, una plataforma que surt d'una paret
- Sòl flotant, normalment per reduir el soroll o la vibració
- Pis de vidre, com en els ascensors amb fons de vidre
- Pis del rossinyol fa un soroll quan un intrús hi camina
- Pis elevat, es pot accedir fàcilment als serveis públics de sota
- Pis encoixinat, millora el rendiment i la seguretat d'esportistes i ballarins

## Construcció del contrapis
Els pisos es poden construir sobre bigues o biguetes o utilitzar estructures com les loses alveolars prefabricades. El contrapís s'hi basa i es fixa per diversos mitjans particulars a l'estructura de suport, però el suport i el subsòl junts sempre proporcionen la resistència d'un pis que es pot sentir sota els peus. Avui dia, els contrapisos solen estar fets d'almenys dues capes de contraxapat resistent contra la humitat (de grau «AC», amb una cara acabada i escatada) o de làmines compostes, denominades conjuntament  contrapisos sobre biguetes de 2×8, 2×10 o 2×12 (fusta dimensional) espaiades generalment en centres de 40,6 cm, als Estats Units i Canadà. Alguns components del pis utilitzats únicament a les lloses de formigó consisteixen en una capa de goma o de plàstic amb clotets, molt semblant al plàstic de bombolles, que proporciona petits pilars per al material de làmina de 12,7 mm superior. Es fabriquen en quadrats de 61 cm × 61 cm i les vores encaixen com una junta de mortaja i espiga. Igual que en un pis sobre biguetes i no sobre formigó, s'hi afegeix una segona capa de revestiment amb juntes escalonades per dispersar les forces que obririen una junta sota la tensió de càrregues vives com la d'una persona caminant.
Les tres capes són habituals només a les construccions d'alta qualitat. Les dues capes en la construcció d'alta qualitat seran ambdues làmines gruixudes 19,1 mm (igual que la tercera quan estigui present), però les dues capes poden assolir un gruix combinat de només la meitat que en la construcció més barata 12,7 mm panell superposat per 6,4 mm contrapis de fusta contraxapada. A l'extrem més alt, o a determinades habitacions de l'edifici, hi pot haver tres capes de làmines, i aquest subsòl tan rígid és necessari per evitar l'esquerdament de les grans rajoles de 22,9–25,4 cm o més en un costat, i l'estructura a sota d'un terra d'aquest tipus sovint també tindrà un «reforç» addicional i un «bloqueig» de biga a biga per tal de distribuir el pes per tenir el menor enfonsament possible a qualsevol biga quan hi ha una càrrega viva al pis de dalt.

### Construcció de planta baixa
Una planta baixa pot ser un sòl fet de terra, o ser una planta baixa sòlida feta de llosa de formigó.
Els sòls de llosa a nivell del sòl són poc freqüents a les latituds nord, on la congelació proporciona problemes estructurals importants, excepte en espais interiors climatitzats com ara soterranis o per a estructures exteriors sense calefacció com ara un mirador o cobert on les temperatures unitàries no estan creant bosses d'aigües de desglaç molestes. Els sòls de llosa a nivell del terra es preparen per abocar-los mitjançant el nivell del lloc, que normalment també implica eliminar la terra vegetal i altres materials orgànics ben allunyats del lloc de la llosa. Una vegada que el lloc ha arribat a un material de base inorgànic ferm adequat que es gradua encara més perquè sigui pla i nivell, i després es remata estenent una capa de pastís de força dispersant sorra i grava. Es poden excavar canals més profunds, especialment els extrems de la llosa i a través de l'amplada de la llosa a intervals regulars en què una tirada contínua de barres d'armadura es doblega i es connecta per asseure's a dues altures formant una "biga de formigó". Per sobre de l'altura del fons objectiu (coplanar amb la coberta de sorra i grava compactada) normalment s'afegeix una reixeta separada de rebars o malla de filferro soldada al reforç del formigó, i s'enllaçarà a la part inferior de l'armadura de "biga" de llosa a intervals. Les bigues colades sota llosa s'utilitzen especialment si la llosa s'utilitza estructuralment, és a dir, per suportar part de l'edifici.

### Construcció de la planta superior

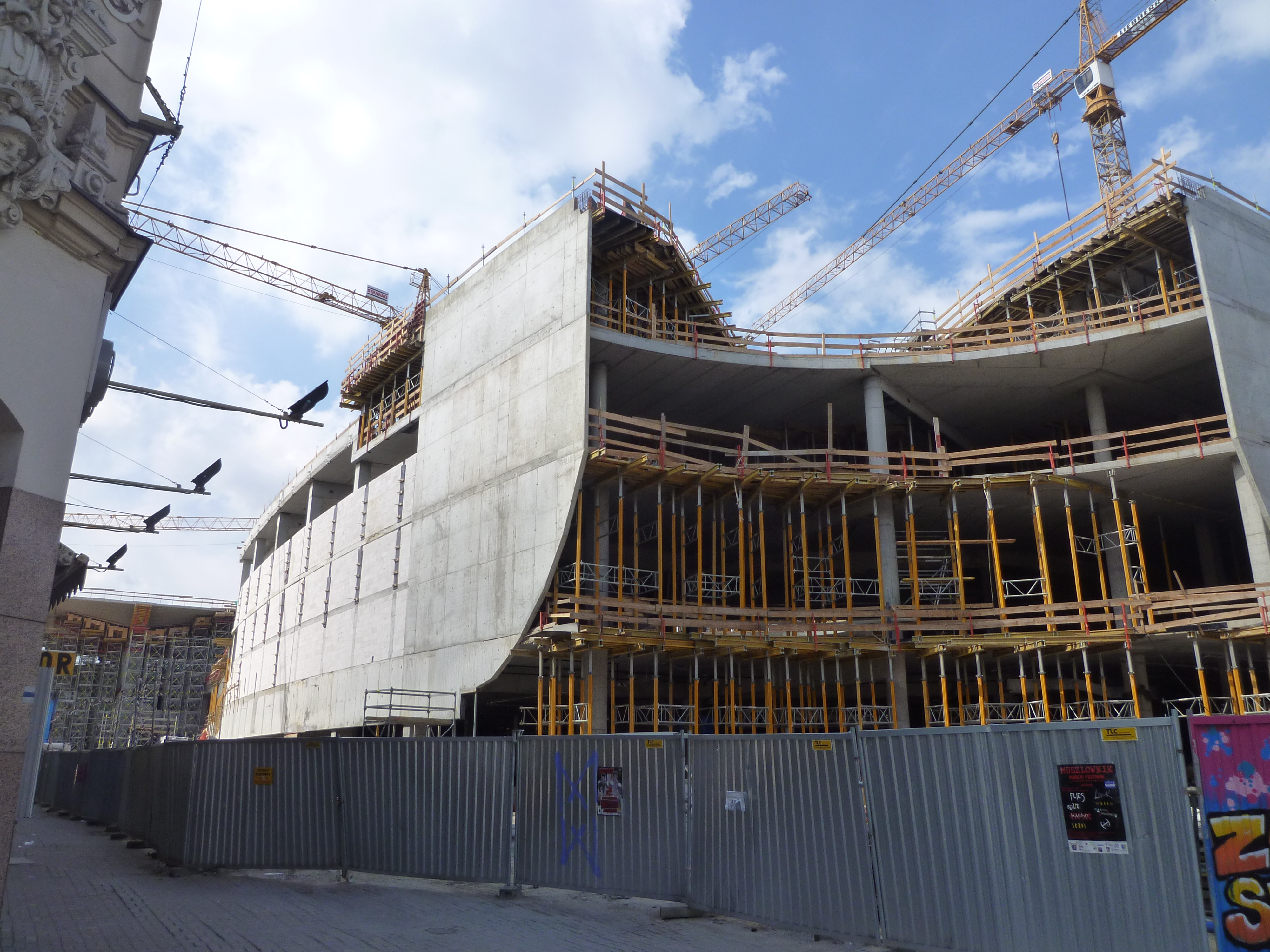
Construcció de diversos pisos, Katowice (2012)

Els sòls de les cases d'estructures de fusta solen construir-se amb biguetes centrades no més de 41 centímetres, segons la majoria de codis de construcció. Els sòls pesats, com els fets de pedra, requereixen biguetes més properes. Si l'envergadura entre les parets de càrrega és massa llarga perquè les biguetes puguin suportar-se amb seguretat, llavors una biga transversal pesada (fusta gruixuda o laminada, o una biga en I metàl·lica o biga H) es pot utilitzar. A continuació, es col·loca un "subsòl" de fusta contraxapada o tauler d'hòstia sobre les bigues.

### Serveis
En els edificis moderns, hi ha nombrosos serveis que es proporcionen mitjançant conductes o cables sota el terra o per sobre del sostre. El terra d'un nivell normalment també manté el sostre del nivell inferior (si n'hi ha).
Els serveis que ofereixen els subsòls inclouen:
- Aire condicionat
- Fibres de comunicació
- Cablejat elèctric
- Protecció contra incendis
- Aïllament tèrmic
- Lampisteria
- Clavegueram
- Insonorització
- Calefacció per terra radiant

En els pisos suportats per biguetes, els serveis es passen pel terra fent forats petits a través de les biguetes per servir com a conductes. Quan el pis està sobre el soterrani o l'espai de rastreig, els serveis públics poden passar sota les biguetes, fent que la instal·lació sigui menys costosa. Així mateix, els conductes per a la climatització (calefacció i refrigeració centrals) són grans i no poden travessar biguetes o bigues; per tant, els conductes solen estar a prop del plen, o provenen directament de sota (o d'un àtic).
Les canonades per a fontaneria, clavegueram, calefacció per terra radiant i altres serveis públics es poden col·locar directament als sòls de llosa, normalment a través de canals de terra cel·lular. No obstant això, el manteniment posterior d'aquests sistemes pot ser car, requerint l'obertura de formigó o altres estructures fixes. Hi ha terres amb calefacció elèctrica, i ambdós tipus de sistemes també es poden utilitzar en terres de fusta.

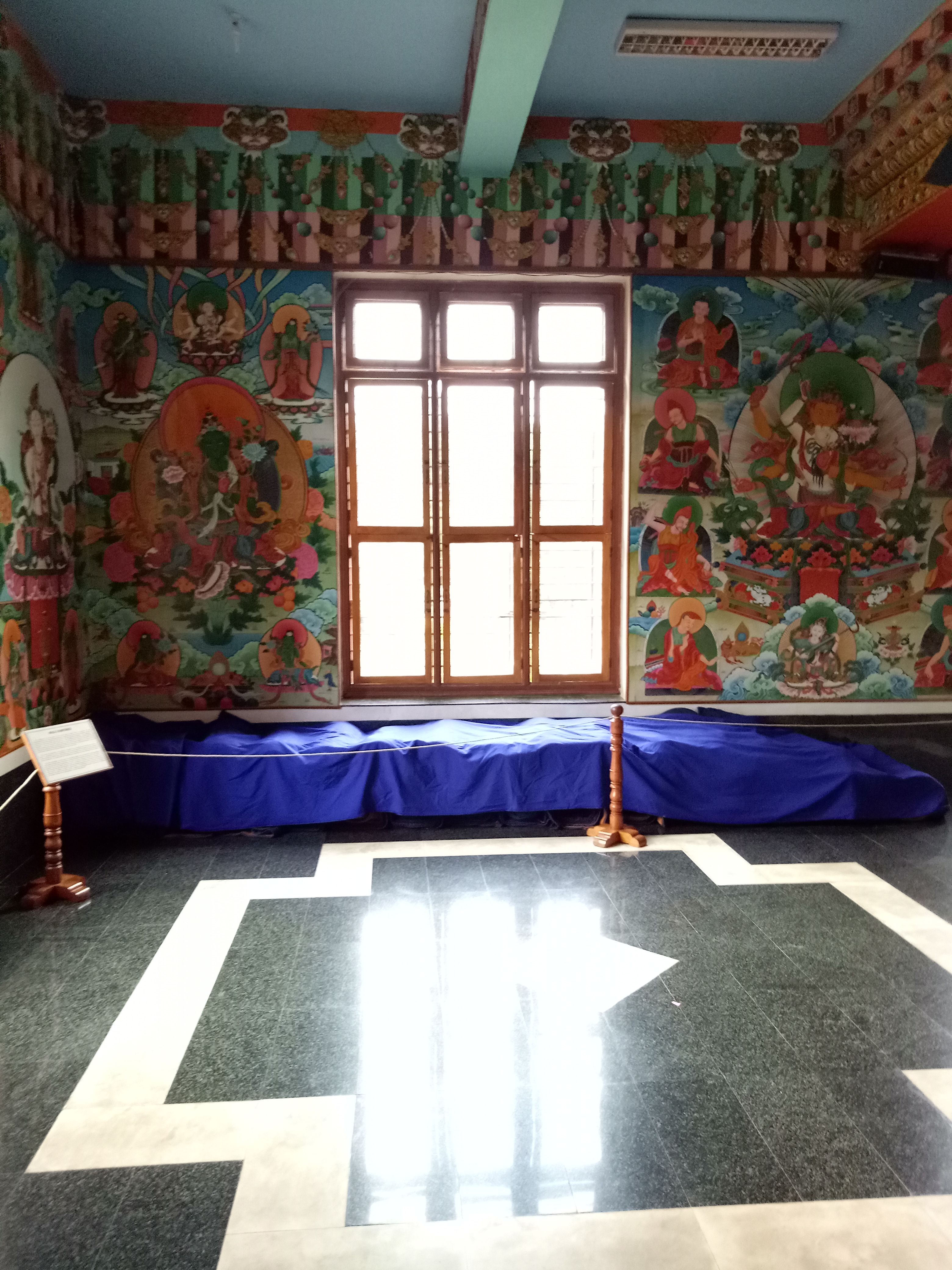
Rajoles

## Problemes amb els pisos
Els sòls de fusta, especialment els més antics, tendiran a "grinyar" en determinats llocs. Això és causat pel fregament de la fusta contra una altra fusta, generalment en una junta del subsòl. Cal assegurar-se fermament les peces entre si amb cargols o claus pot reduir aquest problema.
La vibració del sòl és un problema amb els sòls. Els sòls de fusta tendeixen a transmetre el so, especialment els passos pesats i les freqüències baixes. Els pisos flotants poden reduir aquest problema. Els sòls de formigó solen ser tan massius que no tenen aquest problema, però també són molt més cars de construir i han de complir requisits de construcció més estrictes a causa del seu pes.
Els sòls amb un segellador químic, com ara el formigó tenyit o els acabats epoxi, solen tenir un acabat llis que presenta un perill potencial de lliscament i caiguda, però hi ha additius i recobriments antilliscants que poden ajudar a mitigar-ho i proporcionar una major tracció. Les proves de resistència al lliscament del sòl fiables i recolzades per la ciència poden ajudar els propietaris i dissenyadors del sòl a determinar si el seu sòl és massa relliscós o permetre'ls triar un sòl adequat per al propòsit previst abans de la instal·lació.
El sòl pot necessitar protecció de vegades. Es pot utilitzar una coberta de terra de gimnàs per reduir la necessitat de satisfer requisits incompatibles.

## Neteja de sòls
La neteja de sòls és una ocupació important a tot el món i ho ha estat des de l'antiguitat. La neteja és essencial per a la higiene, per evitar lesions per relliscades i per eliminar la brutícia. Els sòls també es tracten per protegir o embellir la superfície. El mètode correcte per netejar un tipus de sòl sovint pot danyar un altre, per la qual cosa és important utilitzar el tractament correcte.